# Anthony Munday
Anthony Munday (ou Monday) (Londres, 1560 — Londres, 10 de agosto de 1633) foi um dramaturgo inglês. Seu principal interesse para o leitor moderno radica em sua colaboração com Shakespeare e outros na obra Sir Thomas More e seus escritos sobre Robin Hood.
É possível que atuasse como ator. Em 1578 esteve em Roma, segundo ele para ver outros países e aprender idiomas, mas é possível que tenha ido como um espião ou um jornalista. Voltou à Inglaterra em 1578-1579, e pode ter voltado a ser ator, com a companhia do conde de Oxford.